# 호이트 반덴버그
호이트 샌포드 반덴버그(Hoyt Sanford Vandenberg, 1899년 1월 24일 ~ 1954년 4월 2일)는 미국 공군의 장군이었다. 그는 제2대 공군 참모총장과 제2대 중앙정보국장을 역임했다.
제2차 세계 대전 동안 반덴버그는 1944년 8월부터 유럽 전승 기념일까지 영국과 프랑스에서 육군을 지원하는 전술 공군인 제9공군의 사령관이었다. 캘리포니아주 중부 해안에 있는 반덴버그 우주군기지는 그의 이름을 따서 명명되었다. 1946년에 그는 잠시 미국 군사 정보국장이었다. 그는 미시간주 출신의 전 미국 상원의원 Arthur H. Vandenberg의 조카였다.

## 어린 시절
반덴버그는 위스콘신주 밀워키에서 네덜란드 혈통인 펄 케인과 윌리엄 콜린스 반덴버그의 아들로 태어났다. 그는 매사추세츠주 로웰에서 십대 시절을 보냈다. 그곳에서 그는 미국 보이스카우트 로웰 협의회의 첫 이글 스카우트 중 한 명이었다. 그는 1923년 6월 12일 미국 육군사관학교를 졸업하고 미국 육군 항공국의 소위로 임관되었다.

## 군사 경력

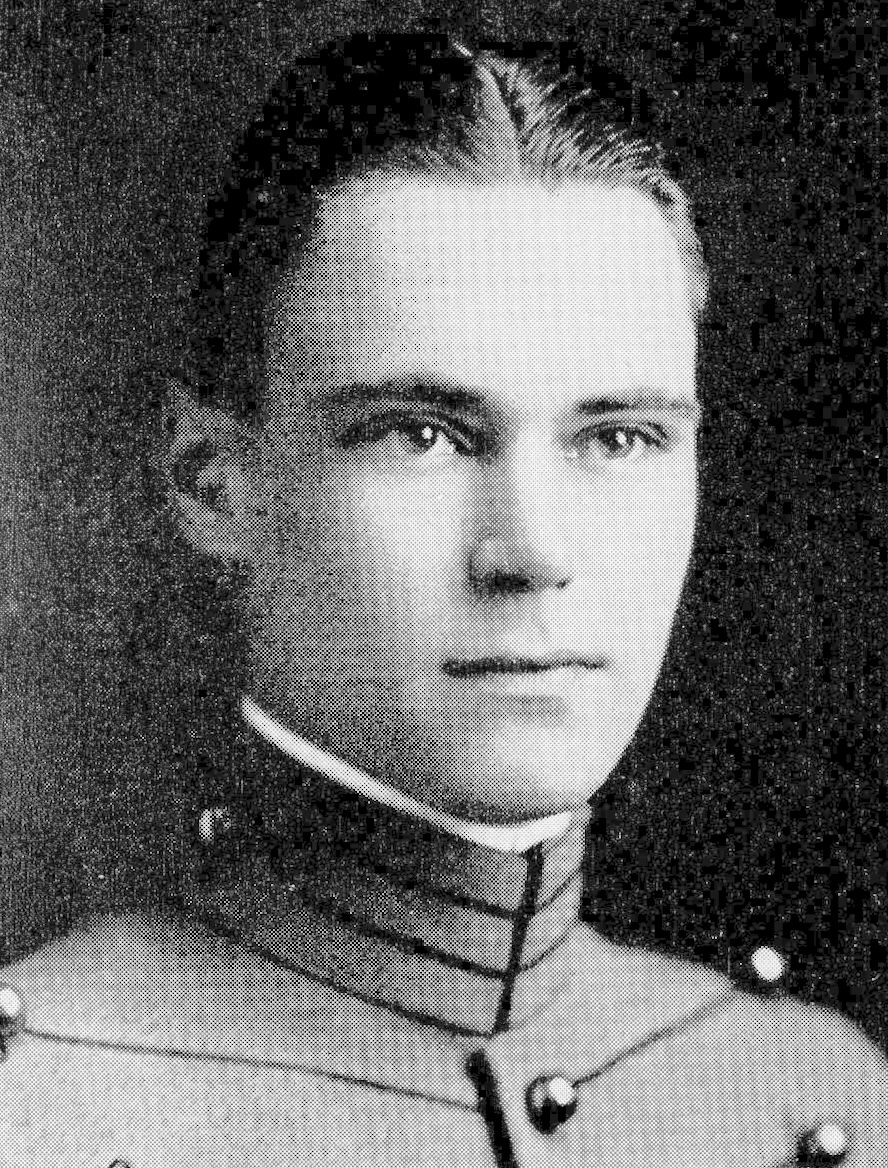
1923년 웨스트포인트에서

반덴버그는 1924년 2월 텍사스주 브룩스 비행장에서 항공국 비행 학교를 졸업했고, 1924년 9월 텍사스주 켈리 비행장에서 항공국 고급 비행 학교를 졸업했다.
반덴버그의 첫 임무는 켈리 비행장의 제3공격단 소속 제90공격비행대대였다. (1926년 반 중위는 샌안토니오에서 촬영 중이던 무성 영화 날개의 스턴트 파일럿이기도 했다. 날개는 영화 부문 최초의 아카데미상을 수상했다.) 반덴버그는 1926년 1월 1일 제90공격비행대대 사령관으로 임명되었다. 1927년, 그는 캘리포니아주 마치 비행장에 있는 항공단 기본 비행 학교의 교관이 되었다. 1928년에는 중위로 진급했다. 1929년 5월, 그는 하와이주 휠러 비행장으로 가서 제6추격비행대대에 합류했고, 그해 11월에 지휘권을 맡았다.
1931년 9월에 돌아온 반덴버그는 텍사스주 랜돌프 비행장의 비행 교관으로 임명되었고, 1933년 3월에는 그곳의 비행 지휘관이자 부대 지휘관이 되었다. 그는 1934년 8월 앨라배마주 맥스웰 비행장의 항공단 전술 학교에 입학하여 이듬해 6월에 졸업했다. 두 달 후 그는 캔자스주 리븐워스 요새의 지휘참모대학교에 입학했고, 1936년 6월에 과정을 마쳤으며 대위로 진급했다. 그는 그 후 항공단 전술 학교의 추격 부서 교관이 되어 1936년 9월까지 가르쳤고, 그 후 육군 전쟁 대학교에 입학하여 필리핀 공중 방어 계획을 전문으로 했다.

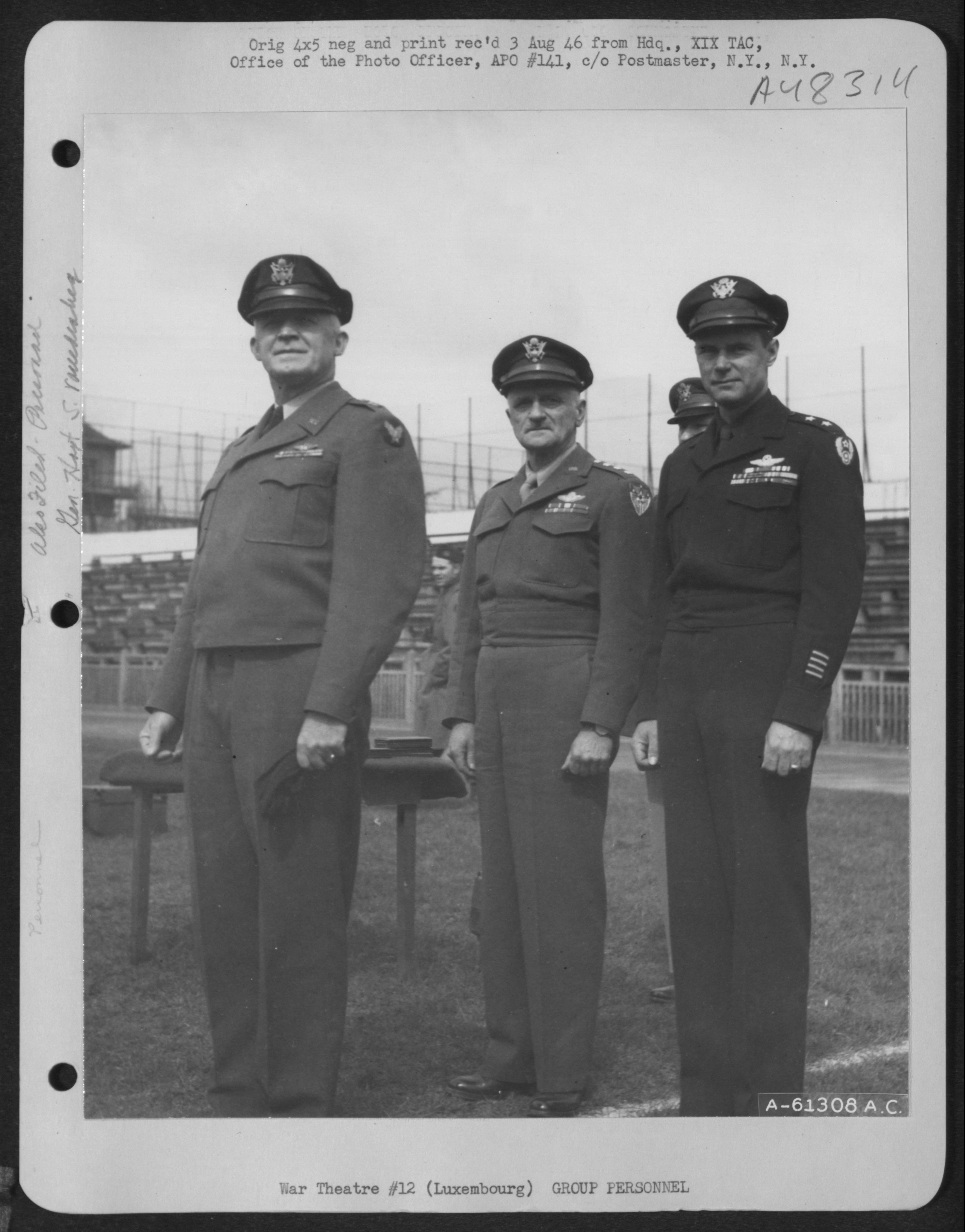
1945년 4월 7일 룩셈부르크에서 열린 훈장 수여식에서 헨리 아놀드 장군과 칼 A. 스파츠 장군과 함께한 호이트 반덴버그 소장

1939년 6월 전쟁 대학을 졸업한 후, 반덴버그는 지휘참모대학교에서 만난 항공단 참모총장 칼 스파츠 준장이 직접 선택하여 항공단 참모총장실의 계획 부서에 배치되었다. 1939년 9월과 1940년 가을에 반덴버그는 필리핀 사령부를 위한 두 가지 공중 계획을 개발했는데, 두 번째 계획은 영국 본토 항공전에서 영국 왕립 공군 요격기 작전을 기반으로 했지만, 루스벨트 행정부가 필리핀 방어의 광범위한 강화를 요구하는 어떤 계획에도 오랫동안 반대 입장을 재확인했기 때문에 전쟁부에서는 채택되지 않았다. 1940년에 반덴버그는 소령으로 진급했고 1941년에는 중령으로 진급했다.
미국이 제2차 세계 대전에 참전한 지 몇 달 후, 반덴버그는 대령으로 진급하여 공군 참모진의 작전 및 훈련 장교가 되었다. 이 두 직위에서의 공로로 그는 수훈 근무 훈장을 받았다.

1942년 6월, 반덴버그는 영국에 파견되어 북아프리카 공군의 조직을 도왔다. 영국에 있는 동안 그는 자신이 조직을 도운 제12공군의 참모총장으로 임명되었다. 1942년 12월, 반덴버그는 준장으로 진급했다. 1943년 2월 18일, 반덴버그는 제임스 둘리틀 소장의 지휘 아래 북서아프리카 전략 공군(NASAF)의 참모총장이 되었다. NASAF는 칼 스파츠 중장의 새로운 북서아프리카 공군(NAAF)의 전략 부대였다. NASAF와 함께 반덴버그는 튀니지, 판텔레리아, 사르디니아, 시칠리아, 이탈리아 상공에서 수많은 임무를 수행했다. 그는 이 기간 동안의 공로로 은성훈장과 수훈 비행 십자장을 모두 받았다. 제12공군에서의 조직력과 NASAF 참모총장으로서의 공로로 그는 훈공장을 수여받았다.

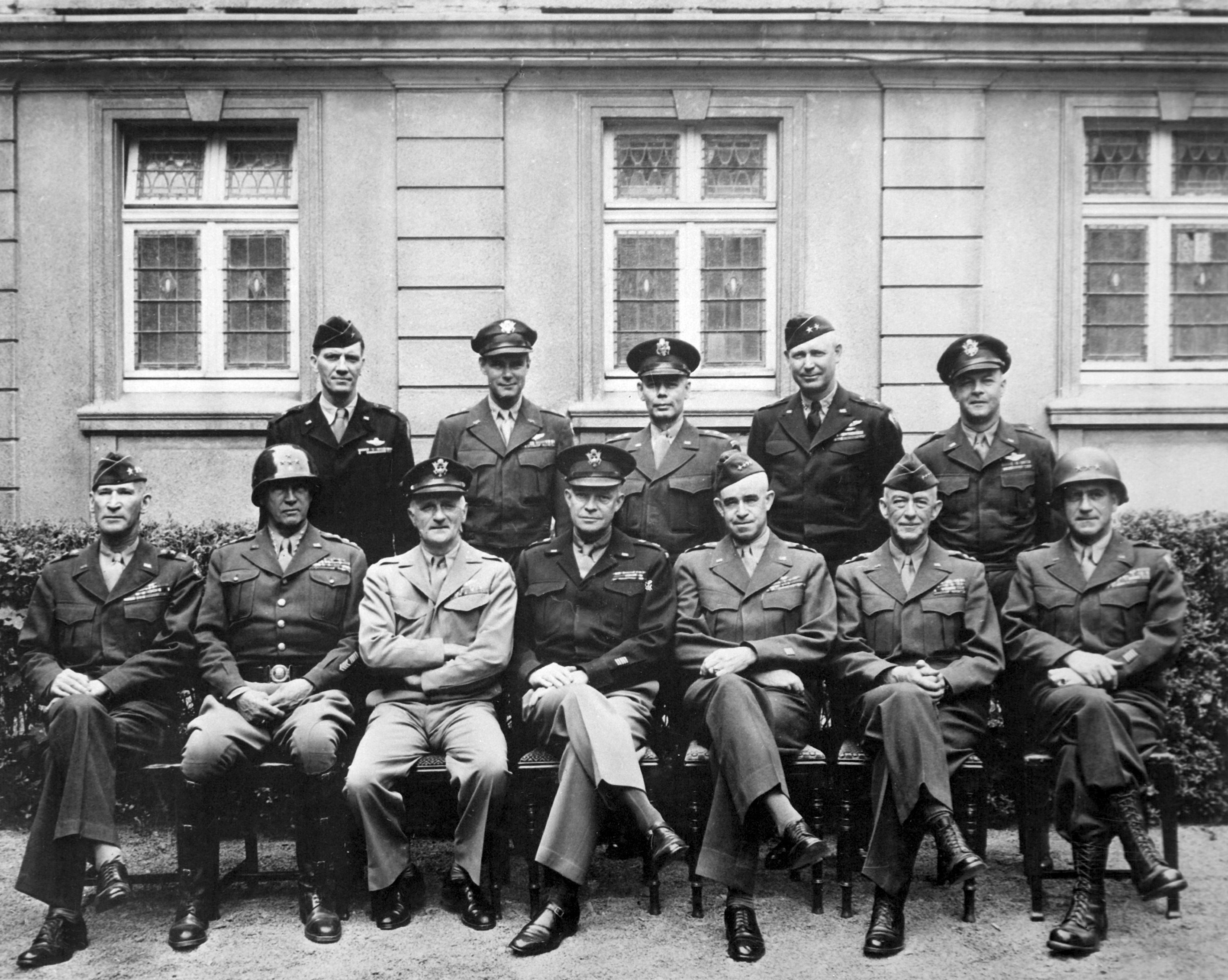
아이젠하워(가운데 앉아 있음)와 다른 미국 육군 장교들, 1945년. 왼쪽에서 오른쪽으로 앞줄에는 심슨, 패튼, 스파츠, 아이젠하워, 브래들리, 호지스, 게로가 포함되어 있다. 반덴버그는 뒷줄 왼쪽에서 두 번째에 있다.

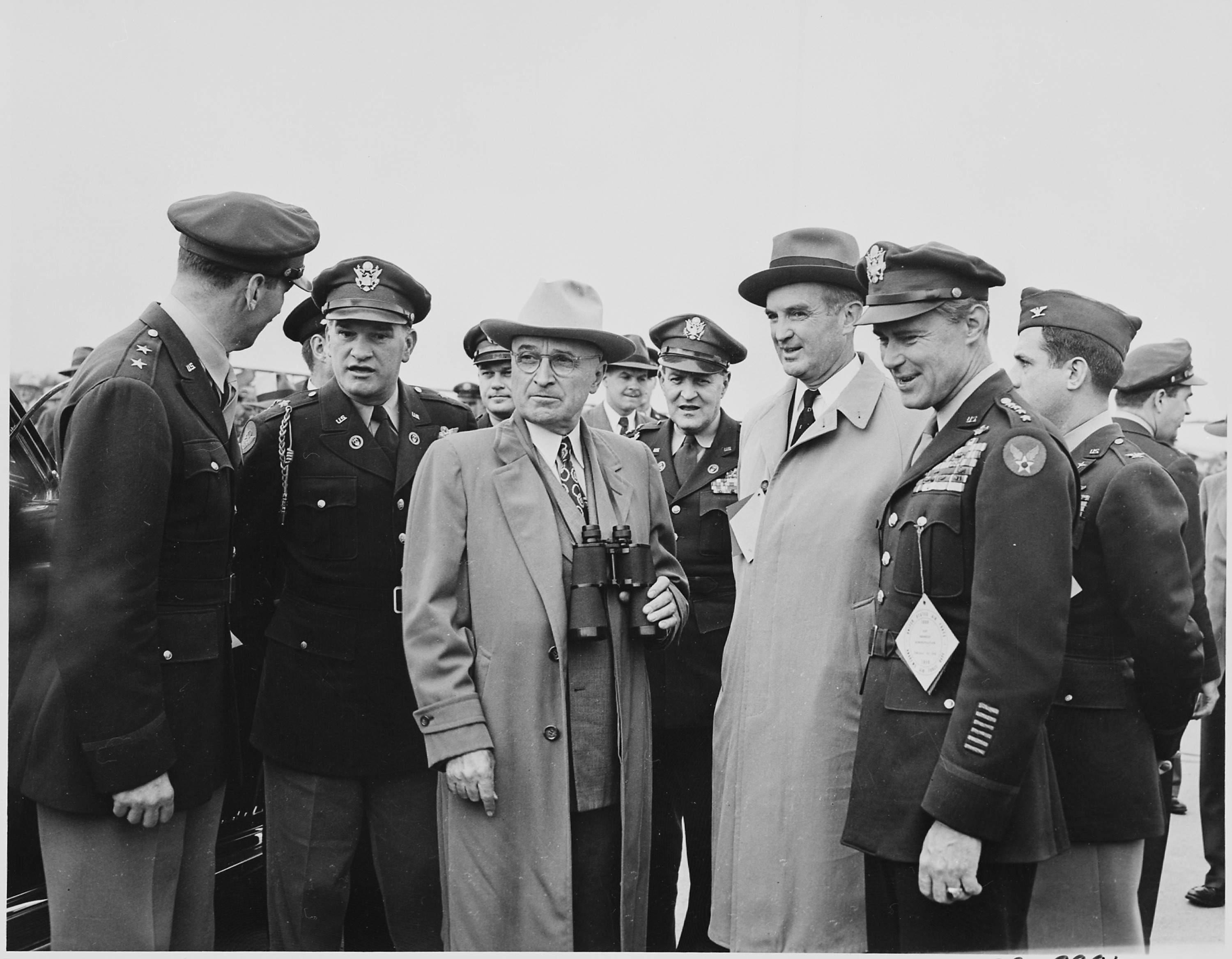
1949년 2월 15일 앤드루스 합동기지에서 열린 에어쇼에서 미국 공군 참모총장 호이트 반덴버그 장군과 미국 대통령 해리 S. 트루먼, 미국 공군장관 Stuart Symington이 함께하고 있다.

1943년 8월, 반덴버그는 공군 본부의 공군 부참모총장으로 임명되었다. 1943년 9월, 그는 아베렐 해리먼 대사 아래에서 소련에 파견된 공군 임무단의 단장이 되었고, 1944년 1월 미국으로 돌아왔다. 1944년 3월, 그는 소장으로 진급한 후 유럽 전선으로 전출되었고, 1944년 4월에는 연합국 원정군 부사령관과 미국 공군 구성군 사령관으로 지정되었다.

1944년 8월, 반덴버그는 제9공군의 지휘권을 맡았다. 1944년 11월 28일, 그는 노르망디 상륙 작전 계획에 참여한 공로로 수훈 근무 훈장에 떡갈나무 잎 묶음을 받았다. 그는 1945년 3월에 중장으로 진급했다.

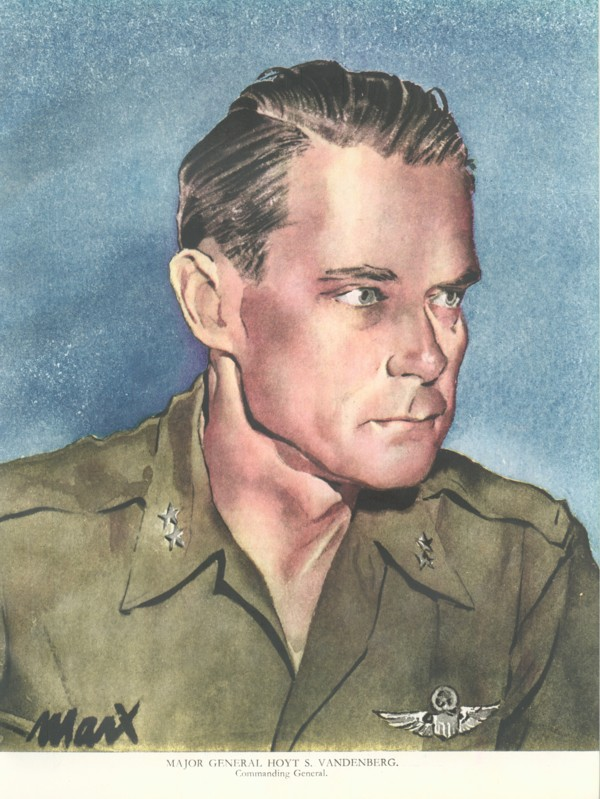
1945년 미국 육군 항공대 제9공군 호이트 S. 반덴버그 소장의 수채화 초상화

반덴버그는 1945년 7월 미국 육군 항공대(USAAF) 본부의 공군 참모차장으로 임명되었다. 1946년 1월, 그는 전쟁부 일반 참모진의 정보국장이 되었고, 1946년 6월에 중앙정보국장으로 임명될 때까지 재직했으며, 1947년 5월까지 이 직책을 맡았다.

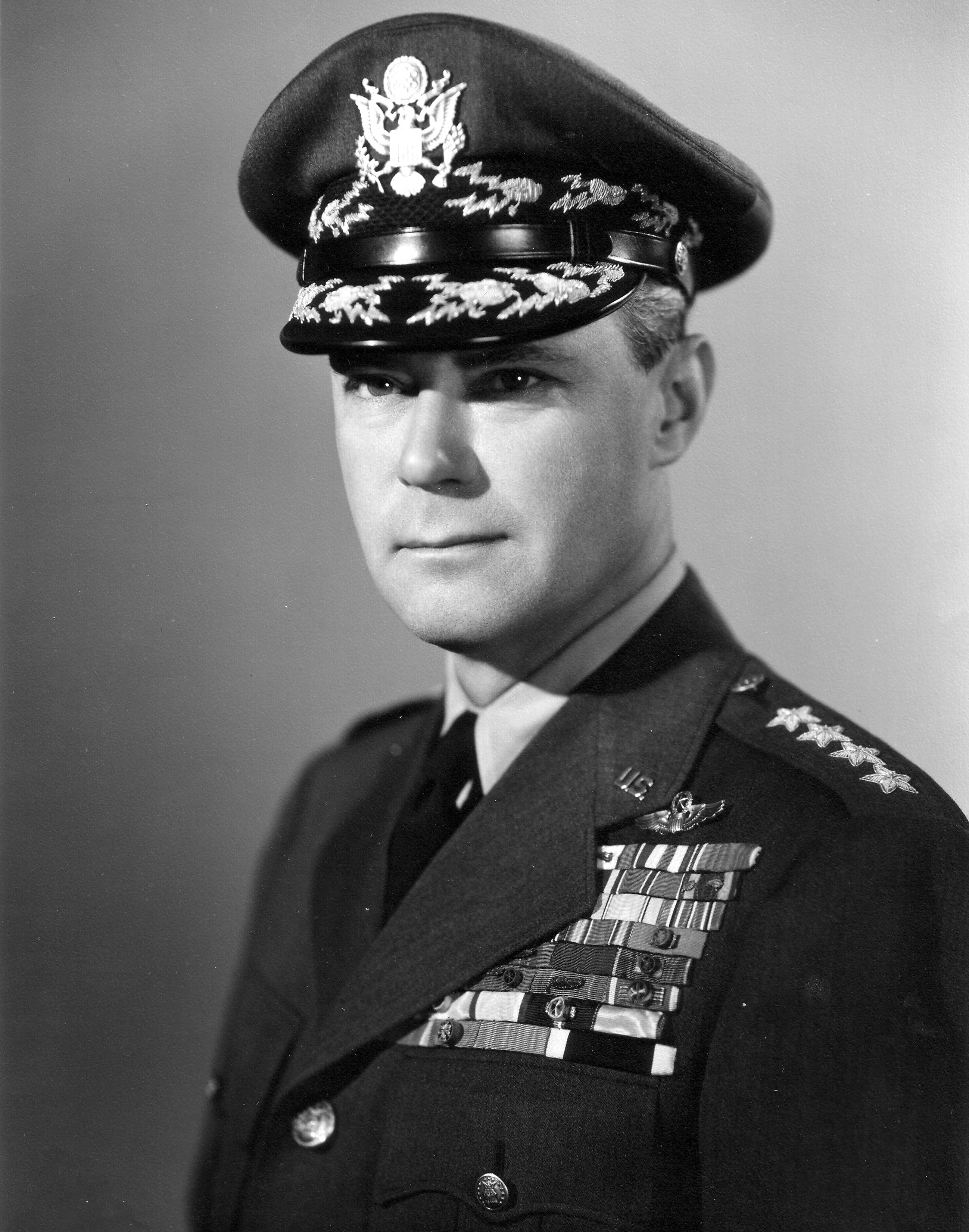
호이트 S. 반덴버그 장군

반덴버그는 1947년 4월 공군으로 복귀하여 6월 15일에 공군 참모 부사령관이 되었다. 미국 전쟁부가 육군부와 공군부로 분할된 후, 반덴버그는 1947년 10월 1일 미국 공군 부참모총장으로 지정되었고, 장군으로 진급했다.
반덴버그가 군 경력의 정점에 있을 때에도 그의 소년다운 외모와 외향적인 성격은 종종 그의 신뢰도와 경험에 대한 공격의 대상이 되었다. 그러나 그의 외모가 가져다준 관심이 모두 나쁜 것은 아니었다. 그는 타임과 라이프 잡지의 표지에 등장했다. 워싱턴 포스트는 그를 "워싱턴 전체에서 가장 말도 안 되게 잘생긴 남자"라고 묘사한 적이 있으며, 마릴린 먼로는 한때 반덴버그를 조 디마지오와 알베르트 아인슈타인과 함께 무인도에 갇히고 싶은 세 명의 사람 중 한 명으로 꼽았다.
1948년 4월 30일, 반덴버그는 칼 스파츠 장군의 뒤를 이어 미국 공군 참모총장이 되었다. 그는 1952년 3월 6일 해리 S. 트루먼 대통령에 의해 공군 참모총장으로 재지명되었다. 이 지명은 4월 28일에 승인되었고, 반덴버그는 1953년 6월 30일까지 재직했다.
반덴버그가 공군 참모총장으로 재직하던 중, 공군 예산 50억 달러 삭감 제안에 대해 미국의 국방부 장관 찰스 어윈 윌슨과 대립하면서 논란이 일었다. 반덴버그는 윌슨이 지지하는 삭감이 군사 항공력을 소련에 비해 "일회성 공군"으로 전락시킬 것이라고 주장했다. 그는 이것이 이전 몇 년 동안 공군 발전을 방해했던 "시작-중지" 계획의 또 다른 사례라고 말했다. 예산 삭감은 공군 퇴역 직후인 1953년 7월에 발효되었다.

## 말년

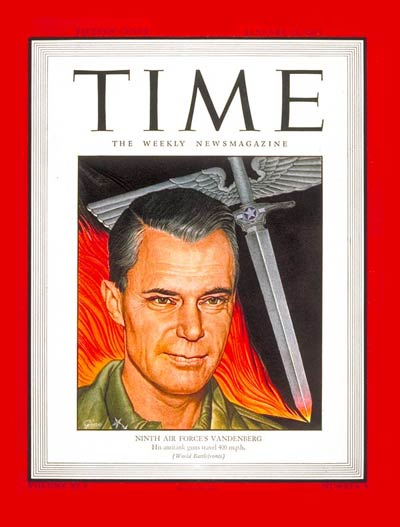
1945년 1월 15일 타임지 표지에 실린 모습

스크래치 골퍼였던 그는 골프장에서 많은 시간을 보냈다. 그는 또한 영화, 서부극, 스카치 위스키를 좋아했다. 반덴버그는 1953년 6월 30일 현역에서 은퇴했고, 9개월 후 월터리드 미군의료센터에서 55세의 나이로 전립선암으로 사망했다. 그는 알링턴 국립묘지 30구역에 안장되었다.
그의 아내, 글래디스 메리트 (로즈) 반덴버그 (1898–1978)는 그가 공군 참모총장으로 재직하던 중 알링턴 레이디스의 개념을 시작했다. 이 프로그램은 적절한 군 복무를 한 여성이 알링턴 국립묘지에서 열리는 모든 군인 장례식에서 복무 총장을 대표하도록 규정하고 있다. 그녀는 1978년 1월 9일 사망 시 남편과 함께 알링턴 국립묘지에 안장되었다. 그들은 자녀인 글로리아 반덴버그 밀러 (1925–2022)와 Hoyt S. Vandenberg, Jr.를 남겼다.

## 기념명
1958년 10월 4일, 롬폭에 있는 미사일 및 우주 기지인 캠프 쿡이 반덴버그 공군기지로 개명되었다(2021년 반덴버그 우주군기지로 재지정됨). 1963년 7월, 계측선 틀:USNS가 플로리다주 케이프 커내버럴에서 대서양의 동부 우주 및 미사일 사거리 임무를 위해 재명명되었다. 미국 공군사관학교의 두 생도 기숙사 중 하나인 반덴버그 홀도 그의 이름을 따서 명명되었다. 또한 미시시피주 키슬러 공군기지의 기술 학교 공군들을 위한 "아지트"인 반덴버그 커뮤니티 센터도 그의 이름을 따서 명명되었으며, 매사추세츠주 로웰의 메리맥 강을 따라 있는 반덴버그 산책로도 로웰 헤리티지 주립 공원의 일부로 그의 이름을 따서 명명되었다.

## 계급 일자
| 휘장 | 계급      | 구성군                    | 일자                              |
| ---- | --------- | ------------------------- | --------------------------------- |
| 없음 | 사관생도  | 미국 육군사관학교         | 1919년 6월 13일                   |
|      | 소위      | 정규군 (미국 육군 항공국) | 1923년 6월 12일                   |
|      | 중위      | 정규군 (미국 육군 항공단) | 1928년 8월 19일                   |
|      | 대위      | 정규군 (미국 육군 항공단) | 1935년 8월 1일                    |
|      | 임시 소령 | 정규군 (미국 육군 항공단) | 1940년 3월 11일                   |
|      | 소령      | 정규군 (미국 육군 항공단) | 1940년 7월 1일                    |
|      | 임시 중령 | 정규군 (미국 육군 항공단) | 1941년 11월 15일 (12월 5일 수락)  |
|      | 중령      | Army of the United States | 1941년 12월 24일                  |
|      | 대령      | Army of the United States | 1942년 1월 27일                   |
|      | 준장      | Army of the United States | 1942년 12월 3일                   |
|      | 소장      | Army of the United States | 1944년 3월 13일                   |
|      | 중장      | Army of the United States | 1945년 3월 17일                   |
|      | 중령      | 정규군 (미국 육군 항공대) | 1946년 6월 12일                   |
|      | 준장      | 정규군 (미국 육군 항공대) | 1946년 6월 22일 (4월 30일자 계급) |
|      | 소장      | 정규군 (미국 육군 항공대) | 1947년 8월 1일                    |
|      | 장군      | Army of the United States | 1947년 10월 1일                   |
|      | 장군      | 미국 공군                 | 1948년 4월 30일                   |

출처:

## 수상 및 표창
지휘 조종사
| Bronze oak leaf cluster · Bronze oak leaf cluster                                                     | 수훈 근무 훈장 (떡갈나무 잎 묶음 2개 포함) |
| | 은성훈장                                   |
| | 훈공장                                     |
| | 수훈 비행 십자장                           |
| | 동성훈장                                   |
| Bronze oak leaf cluster · Bronze oak leaf cluster · Bronze oak leaf cluster · Bronze oak leaf cluster | 에어 메달 (떡갈나무 잎 묶음 4개 포함)      |
| | 제1차 세계 대전 승리 훈장                  |
| | 미국 방어 근무 훈장                        |
| | 미국 전역 훈장                             |
| | 유럽-아프리카-중동 전역 훈장               |
| | 제2차 세계 대전 승리 훈장                  |
| | 국방 근무 훈장                             |

해외 훈장
|  | 미확인 훈장, 장교 (이탈리아)                       |
|  | 오라녜 나사우 훈장 대장 (칼 포함) (네덜란드)       |
|  | 남십자성 훈장 대장 (브라질)                        |
|  | 전쟁 훈장 (브라질)                                 |
|  | 아돌프 나사우 훈장 대십자장 (룩셈부르크)           |
|  | 룩셈부르크 전쟁 십자장 (룩셈부르크)                |
|  | 레오폴드 훈장 장교 (야자수 잎 포함) (벨기에)       |
|  | 레지옹 도뇌르 훈장 대장 (프랑스)                   |
|  | 전쟁 십자장 (동야자수 잎 포함) (프랑스)            |
|  | 바스 훈장 기사 사령관 (영국)                       |
|  | 폴란드 재건국 훈장 사령관십자장 (별 포함) (폴란드) |
|  | 아비즈 군사 훈장 대십자장 (포르투갈)               |
|  | 나일 훈장 대견장 (이집트)                          |
|  | 대견장 Order of Pao Ting (중화민국)                |
|  | 프리메라 클라세 군사 훈장 (칠레)                   |
|  | 총참모부 문장 (아르헨티나)                         |
|  | 이탈리아 군사 훈장 기사 대십자장                   |

2005년 11월 현재 미국 의회 도서관에 소장된 호이트 S. 반덴버그의 필사본 컬렉션은 기밀정보로 분류되어 있다.